# Roche Grande
Roche Grande est un sommet des Alpes du Sud dans le département français des Alpes-Maritimes, en région Provence-Alpes-Côte d'Azur. Il culmine à 2 752 mètres d'altitude. Roche Grande se situe sur la commune d'Entraunes, dans le parc national du Mercantour. Depuis le 4 septembre 2021, le versant sud de Roche Grande constitue une réserve intégrale où aucune activité ni présence humaine n’est autorisée, de manière à observer l’évolution naturelle de ce milieu.
Roche Grande domine la haute vallée du Var à l'ouest et le vallon glaciaire de l'Estrop à l'est. La crête la reliant à un sommet de 2 635 m d'altitude constitue un des côtés d'un plateau suspendu de forme triangulaire dénommé Châteauvieux. Sur ce plateau, les phénomènes d'appels au vide (fissures et fentes) sont nombreux, notamment dans la partie septentrionale au lieu-dit Les Cavernes.